# Hunnemannia

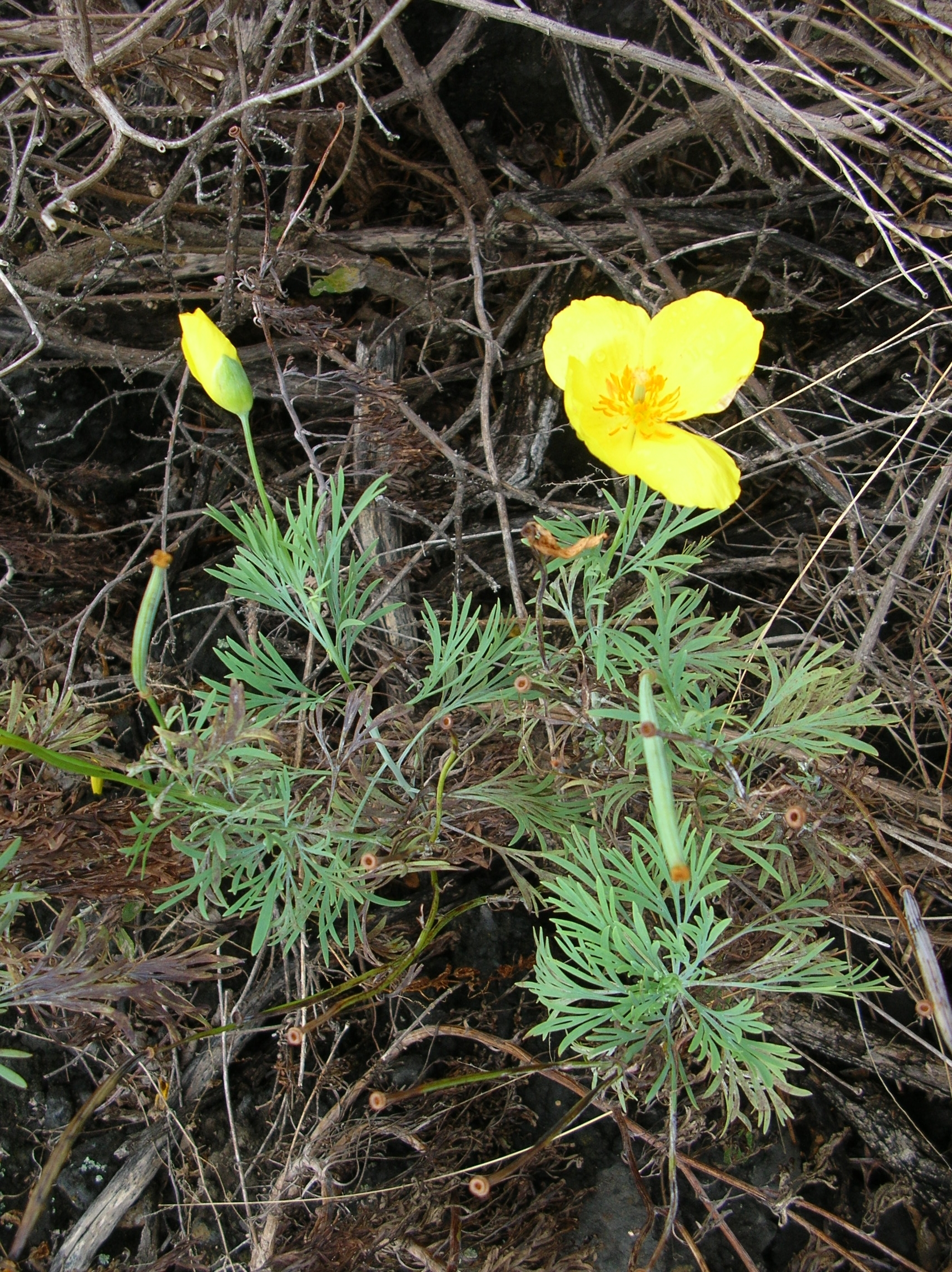
Pokrój Hunnemannia fumariifolia

Hunnemannia – rodzaj roślin z rodziny makowatych. Obejmuje 2 gatunki występujące na Pustyni Chihuahua w północnym Meksyku.

## Morfologia
Byliny o pędzie drewniejącym u nasady, osiągające do 60 cm wysokości. Liście podobne do spokrewnionych roślin z rodzaju pozłotka – silnie podzielone na wąskie łatki. Kwiaty wyrastają pojedynczo na końcach pędów. Kielich składa się z 2 działek, szybko odpadających. Płatki 4 okazałe, żółte. Pręciki liczne, krótkie, zakończone pomarańczowymi pylnikami. Owocem jest wydłużona torebka. 

## Systematyka
Pozycja systematyczna według Angiosperm Phylogeny Website (aktualizowany system APG III z 2009)
Rodzaj z plemienia Eschscholtzieae, podrodziny Papaveroideae, rodziny makowatych Papaveraceae zaliczanej do rzędu jaskrowców (Ranunculales) i wraz z nim do okrytonasiennych.
Wykaz gatunków
- Hunnemannia fumariifolia Sweet
- Hunnemannia hintoniorum G.L. Nesom